# فلور كولز
فلور كولز (بالإنجليزية: Fleur Cowles)‏ هي صحفية وفنانة أمريكية، ولدت في 20 يناير 1908، وتوفيت في 5 يونيو 2009 بسبب مرض.

## وصلات خارجية
- فلور كولز على موقع الموسوعة البريطانية (الإنجليزية)
- فلور كولز على موقع ديسكوغز (الإنجليزية)